# Andrei Hvostov

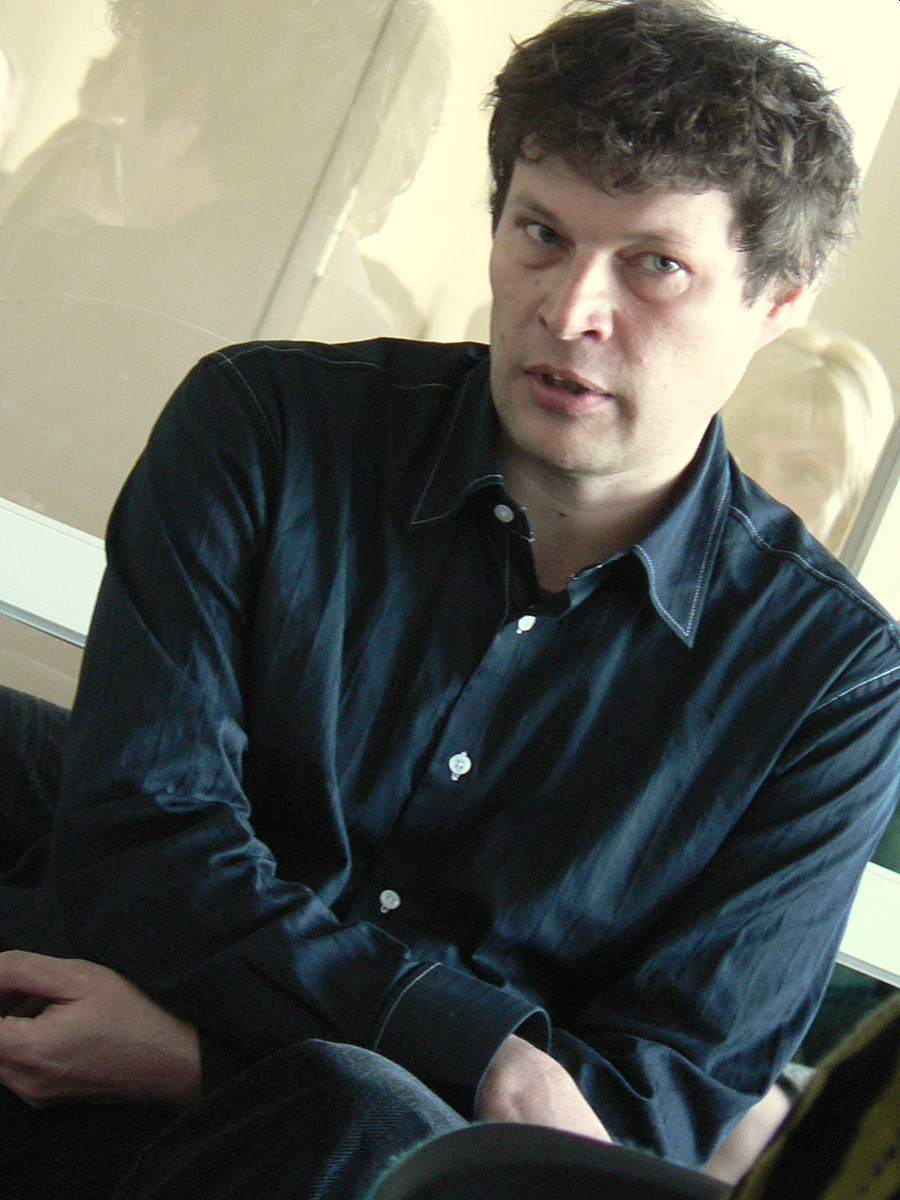
Andrei Hvostov (2008)

Andrei Hvostov (* 10. Juli 1963 in Jõhvi) ist ein estnischer Essayist, Schriftsteller und Journalist.

## Leben und Werk
Andrei Hvostov schloss 1982 das Gymnasium im nordostestnischen Kohtla-Järve ab. Anschließend leistete er bis 1984 seinen Wehrdienst in der Roten Armee. Von 1986 bis 1988 machte er in Olustvere eine Imkerei-Ausbildung.
Von 1988 bis 1995 studierte Hvostov Geschichte an der Universität Tartu. Seit 1994 ist er als Journalist und Essayist tätig. Er arbeitete lange für die größte estnische Wochenzeitung Eesti Ekspress. 2000/2001 bildete er sich im Fach Journalismus an der Freien Universität Berlin fort.
Für seine Novelle Sinised mäed erhielt Hvostov 2008 den renommierten Friedebert-Tuglas-Preis.
Neben seiner journalistischen und schriftstellerischen Tätigkeit ist Hvostov auch politisch aktiv. 2013 kandidierte er erfolglos für den Stadtrat von Tallinn.

## Werke (Auswahl)
- Mõtteline Eesti (geschichtliche Essays, 1999)
- Lombakas Achilleus (Roman, 2004)
- Henrik: näidend 12 pildis (Drama, 2006)[2]
- Projektijuht Posse (Kurzgeschichte, 2006)
- Võõrad lood (Erzählungen, 2008)[3]
- Sillamäe passioon (Jugenderinnerungen aus dem sowjetischen Nordost-Estland; 2011)[4][5]